# توريئيرموسا
بلدية توريئيرموسا (بالإسبانية: Torrehermosa) هي بلدية تقع في مقاطعة سرقسطة التابعة لمنطقة أراغون شمال شرق إسبانيا.

## الديموغرافيا
بلغ عدد سكان بلدية توريئيرموسا 81 نسمة عام 2011 (وفقاً للمعهد الوطني الإسباني للإحصاء).
| 119 | 115 | 112 | 99 | 92 | 87 | 81 |